# Число Прота
Число Прота — натуральное число вида:
{\displaystyle k\cdot 2^{n}+1},
где {\displaystyle k} является нечётным положительным целым числом и {\displaystyle n} — положительное целое число, причём {\displaystyle k<2^{n}} (без последнего условия числами Прота были бы все нечётные целые числа больше 1).
Названы в честь французского математика Франсуа Прота (1852—1879).
Первые числа Прота:
3, 5, 9, 13, 17, 25, 33, 41, 49, 57, 65, 81, 97, 113, 129, 145, 161, 177, 193, 209, 225, …
Наибольший интерес представляют простые числа Прота, первые таковые:
3, 5, 13, 17, 41, 97, 113, 193, 241, 257, 353, 449, 577, 641, 673, 769, 929, 1153, 1217, 1409, 1601, 2113, 2689, 2753, 3137, 3329, 3457, 4481, 4993, 6529, 7297, 7681, 7937, 9473, 9601, 9857, …
Простота чисел Прота может проверяться с помощью теоремы Прота, которая утверждает, что число Прота {\displaystyle p} является простым, только если существует целое {\displaystyle a}, для которого справедливо следующее сравнение:
{\displaystyle a^{\frac {p-1}{2}}\equiv -1\ {\pmod {p}}}.
На ноябрь 2016 года наибольшим известным простым числом Прота является {\displaystyle 10223\cdot 2^{31172165}+1}, обнаруженное Петером Сабольчем (Peter Szabolcs) в проекте добровольных вычислений Seventeen or Bust, притом оно же является крупнейшим известным простым числом, не являющееся числом Мерсенна.
Числа Каллена {\displaystyle (n\cdot 2^{n}+1)} и числа Ферма {\displaystyle (2^{2^{n}}+1)} представляют собой частные случаи чисел Прота.
Каждый делитель числа Ферма {\displaystyle F_{n}} при {\displaystyle n>2} может быть представлен в виде {\displaystyle k\cdot 2^{n+2}+1} (Эйлер, Люка, 1878). Однако, неравенство {\displaystyle k<2^{n+2}} здесь может не выполняться.